# Grupo Poéticas Digitais
O Grupo Poéticas Digitais é um núcleo multidisciplinar que promove o desenvolvimento de projetos experimentais e a reflexão sobre o impacto das novas tecnologias no campo das artes.
Foi criado em 2002 no Departamento de Artes Plásticas da Universidade de São Paulo (USP), como um desdobramento do projeto wAwRwT iniciado por Gilbertto Prado em 1995.
O Grupo tem como participantes professores, artistas, pesquisadores e alunos da graduação e da pós-graduação com composições distintas em cada projeto.

## Projetos
- Circuito celeste: los tiempos del cielo y de la oscuridad e Régua do Tempo (1596 – 2018)  - data Julian: 2458283,513889 (2018)[1]
- Colar-sensor (2018)[1]
- Biombo – aqueduto / Circuito Hidráulico (2018)[1]
- Máquinas de Choque - 2016, 2017, 2018[1]
- Caixa dos horizontes possíveis (2014)[2]
- Mirante 50 (2014)[2]
- Ø25 - Quarto Lago (2013)[3]
- ZN:PRDM (Zona Neutra: Passa um Rio Dentro de Mim) (2013)[4]
- Encontros (2012)[3]
- Catavento (2011)[5]
- Amoreiras (2010)[6]
- Desluz (2009)[6]
- Pedralumen (2009)[7]
- Incógnito (2007)[8]
- Cozinheiro das Almas (2006)[9]
- Acaso 30 (2005)[10]

## Participantes
Em 2014 o grupo é composto por: Gilbertto Prado, Agnus Valente, Ana Elisa Carramaschi, Claudio Bueno, Ellen Nunes, Leonardo Lima, Maria Luiza Fragoso, Maurício Trentin, Nardo Germano, Andrei Thomaz, Luciana Ohira, Renata La Rocca e Sérgio Bonilha.
Entre os participantes que já colaboraram em diversos momentos estão: André Kishimoto, Camila Torrano, Clarissa Ribeiro, Daniel Ferreira, Fabio Oliveira Nunes, Fernando Iazzetta, Gaspar Arguello, Lívia Gabbai, Lucila Meirelles, Luiz Bueno Geraldo, Mauricio Taveira, Paula Gabbai, Raul Cecílio Jr., Soraya Braz, Tatiana Travisani, André Furlan, Elaine de Oliveira Nunes, Francisco Serpa, Jesus de Paula Assis, José Dario Vargas, Karina Yamamoto, Luciana Kawasaki, Helia Vannuchi, Luciano Gosuen, Luis Henrique Moraes, Marcos Cuzziol, Mônica Ranciaro, Monica Tavares, Natália Gagliardi, Paula Janovitch, Rafael Rodrigues de Souza, Ricardo Irineu de Souza, Rodolfo Leão, Silvia Laurentiz, Silvio Valinhos da Silva, Tânia Fraga, Val Sampaio e Viviam Schmaichel.